# Aplysinopsis lobosa
Aplysinopsis lobosa är en svampdjursart som beskrevs av Burton 1932. Aplysinopsis lobosa ingår i släktet Aplysinopsis och familjen Thorectidae. Inga underarter finns listade i Catalogue of Life.